# Nyctophilus nebulosus
Nyctophilus nebulosus es una especie de murciélago de la familia Vespertilionidae.

## Distribución geográfica
Es endémica de Nueva Caledonia, sólo se puede encontrar en Kogh Monte, cerca de Numea.